# دينيسي إيمرسون
دينيسي إيمرسون (13 مايو 1960 - ) (بالإنجليزية: Denise Emerson)‏ هي لاعبة كريكت أسترالية. شاركت مع منتخب أستراليا الوطني للكريكت.

## وصلات خارجية
- دينيسي إيمرسون على موقع إي آس بي آن كريك إنفو (الإنجليزية)